# Mehrgruppenneume
Mehrgruppenneumen bestehen aus mehreren Gruppenneumen des gregorianischen Chorals. Die Gruppen können sowohl aus graphischen Gliederungseinheiten als auch aus musikalischen Teileinheiten bestehen.

## Beispiel
Im Beginn des Kyrie der Missa Orbis factor ist das erste „e“ des „eléison“ durch eine Mehrgruppenneume ausgeschmückt, die aus drei Dreifachtonneumen besteht:
1. Scandicus – drei Töne in Aufwärtsrichtung
2. Climacus – drei Töne in Abwärtsrichtung
3. Climacus – drei weitere Töne in Abwärtsrichtung